# Donnie Avery
(en) Statistiques sur pro-football-reference
Donnie D. Avery, né le 12 juin 1984 à Houston (Texas), est un joueur américain de football américain évoluant au poste de wide receiver.
Étudiant à l'University of Houston, il joua pour les Houston Cougars.
Il fut drafté en 2008 à la 33e place (deuxième tour) par les Rams de Saint-Louis. Bien qu'étant au deuxième tour, c'est le premier wide receiver sélectionné en 2008.